# Ulla Østerberg
Ulla Østerberg (født 20. februar 1943 i Grindsted) er en tidligere dansk atlet. Hun var medlem i AK Heden i Grindsted, hun flyttede til København 1966 for at studere og byttede samtidig klub til Københavns IF. I forbindelse med opsplitningen af KIF i 1973 gik hun med i den nystartede AK73. Hun vandt otte sølv- og fem bronzemedaljer i de danske mesterskaber.
Hun er uddannet cand.scient. i biologi/idræt og har været lektor på Tønder Gymnasium.

## Danske mesterskaber
- Bronze 1971 100 meter 12.1
- Sølv 1970 100 meter 12.2
- Sølv 1970 4 x 100 meter 48.5
- Sølv 1969 Danmarksturneringen – Hold-DM
- Sølv 1969 100 meter 12.3
- Sølv 1967 200 meter 26.1
- Bronze 1967 100 meter 12.5
- Bronze 1967 4 x 100 meter 49.6
- Sølv 1966 100 meter 12.6
- Sølv 1965 100 meter 12.1
- Sølv 1965 200 meter 25.7
- Bronze 1964 100 meter 12.2
- Bronze 1964 200 meter 26.0